# Gianni Faresin
Gianni Faresin es un antiguo ciclista italiano nacido el 16 de julio de 1965 en Marostica, en la Provincia de Vicenza (Venecia). Fue profesional de 1988 a 2004. Sus victorias más importantes fueron el Giro de Lombardía en 1995 y dos años más tarde el Campeonato de Italia de Ciclismo en Ruta.

## Palmarés
1991
- Gran Premio Industria y Artigianato-Larciano
- Gran Premio Ciudad de Camaiore

1992
- Gran Premio Industria y Artigianato-Larciano
- 2.º en el Campeonato de Italia en Ruta

1994
- Gran Premio de Cordignano
- 1 etapa del Giro del Trentino
- 3.º en el Campeonato de Italia en Ruta

1995
- Giro de Lombardía
- Hofbrau Cup, más 1 etapa

1996
- 1 etapa del Giro del Trentino

1997
- Campeonato de Italia en Ruta
- Gran Premio Industria y Artigianato-Larciano

2000
- Clasificación de las metas volantes de la Vuelta a España

2001
- Trofeo Matteotti

## Resultados en las grandes vueltas
| Carrera         | 1988 | 1989 | 1990 | 1991 | 1992 | 1993 | 1994 | 1995 | 1996 | 1997 | 1998 | 1999 | 2000 | 2001 | 2002 | 2003 | 2004 |
| --------------- | ---- | ---- | ---- | ---- | ---- | ---- | ---- | ---- | ---- | ---- | ---- | ---- | ---- | ---- | ---- | ---- | ---- |
| Giro de Italia  | 50.º | -    | 44.º | 17.º | 13.º | 23.º | 31.º | 42.º | 19.º | 28.º | 6.º  | -    | -    | 19.º | 21.º | 17.º | Ab.  |
| Tour de Francia | -    | -    | -    | -    | -    | 11.º | Ab.  | -    | -    | -    | -    | 23.º | -    | -    | -    | -    | -    |
| Vuelta a España | -    | 50.º | -    | -    | -    | -    | -    | -    | -    | 9.º  | -    | 25.º | 20.º | -    | -    | -    | -    |
| Mundial en Ruta | -    | -    | -    | -    | -    | 30.º | Ab.  | Ab.  | 23.º | 46.º | 47.º | 30.º | 28.º | 34.º | -    | -    | -    |